# Andrej Viktorovič Tanasevič
Andrej Viktorovič Tanasevič (in russo Андрей Викторович Танасевич?; Mosca, 8 agosto 1956) è un aracnologo russo.

## Biografia
Ha studiato alla facoltà di biologia dell'Università Pedagogica di Stato di Mosca, conseguendo nel 1992 il dottorato con la tesi "The Spider Genus Lepthyphantes Menge of the North Palaearctic".
Attualmente è ricercatore anziano al Centre for Forest Ecology and Production dell'Accademia russa delle Scienze.

### Campo di studi
Nell'ambito dell'aracnologia, i suoi principali approfondimenti sono sulla sistematica dei ragni, in particolar modo sulla famiglia Linyphiidae; inoltre sulla corologia dei ragni esplorando in lungo e in largo le regioni montuose dell'Asia centrale.
Infine si occupa anche della biodiversità e della zoogeografia dei ragni e della conservazione ambientale di zone protette.

## Taxa descritti
- Abiskoa Saaristo & Tanasevitch, 2000, ragno (Linyphiidae)
- Allotiso Tanasevitch, 1990, ragno (Linyphiidae)
- Anguliphantes Saaristo & Tanasevitch, 1996, ragno (Linyphiidae)
- Archaraeoncus Tanasevitch, 1996, ragno (Linyphiidae)
- Claviphantes Saaristo & Tanasevitch, 1996, ragno (Linyphiidae)
- Crispiphantes Tanasevitch, 1996, ragno (Linyphiidae)

## Taxa denominati in suo onore
- Tanasevitchia Marusik & Saaristo, 1999, genere di ragni (Linyphiidae)
- Chalcoscirtus tanasevitchi Marusik, 1991, ragno (Salticidae)
- Diphya tanasevitchi (Zhang, Zhang & Yu, 2003), ragno (Tetragnathidae)
- Plesiophantes tanasevitchi Wunderlich, 1990, ragno (Linyphiidae)
- Succiphantes tanasevitchi Wunderlich, 2004, ragno (Linyphiidae)
- Trachelas tanasevitchi Marusik & Kovblyuk, 2010, ragno (Corinnidae)

## Pubblicazioni
A novembre 2011 sono segnalate 96 pubblicazioni a suo nome.